# باتلر، نیوجرسی
باتلر (به انگلیسی: Butler) شهری در ایالت نیوجرسی کشور ایالات متحده آمریکا است که جمعیت آن در سرشماری سال ۲۰۱۰ میلادی، ۷٬۵۳۹ نفر بوده‌است.